# London-Moment
Das London-Moment ist das nach dem Physiker Fritz London benannte quantenmechanische Phänomen, dass ein Supraleiter ein magnetisches Moment besitzt, das nur von der Art der Ladungsträger, nicht von Form, Größe und Bandstruktur des Körpers abhängt, und bei Rotation ein Magnetfeld erzeugt, dessen Orientierung mit der Drehachse des Supraleiters zusammenfällt.
Die magnetische Feldstärke des rotierenden Supraleiters ist
{\displaystyle H=-{\frac {2Mc}{Q}}\ \omega }
mit M und Q für Masse und Ladung der Ladungsträger der supraleitenden Phase, für Cooper-Paare also {\displaystyle M=2m_{e}} und {\displaystyle Q=2e}.
Eine Anwendung ist die rückwirkungsarme Erfassung der Rotationsachse von Gyroskopen in Schwerelosigkeit, siehe Gravity Probe B.